# Tore Hansen
Tore Hansen (Feda, 6 februari 1978) is een Noors voetbalscheidsrechter. Hij was in dienst van FIFA en UEFA tussen 2013 en 2021. Ook leidt hij sinds 2011 wedstrijden in de Eliteserien.
Op 18 september 2011 leidde Hansen zijn eerste wedstrijd in de Noorse nationale competitie. Tijdens het duel tussen Stabæk IF en Odd Grenland (1–3) trok de leidsman driemaal de gele kaart. In Europees verband debuteerde hij tijdens een wedstrijd tussen Milsami Orhei en F91 Dudelange in de eerste voorronde van de Europa League; het eindigde in 1–0 voor de thuisploeg en Hansen gaf zeven gele kaarten. Zijn eerste interland floot hij op 14 augustus 2013, toen IJsland met 1–0 won van Faeröer door een doelpunt van Kolbeinn Sigþórsson. Tijdens dit duel gaf Hansen aan twee spelers van Faeröer een gele kaart.

## Interlands
| Datum            | Plaats                    | Wedstrijd             | Uitslag | Competitie           | Kreeg geel | Kreeg voor de tweede keer geel en dus rood | Weggestuurd |
| ---------------- | ------------------------- | --------------------- | ------- | -------------------- | ---------- | ------------------------------------------ | ----------- |
| 14 augustus 2013 | Reykjavik, IJsland        | IJsland – Faeröer     | 1 – 0   | Vriendschappelijk    | 2          | 0                                          | 0           |
| 24 maart 2016    | Herning, Denemarken       | Denemarken – IJsland  | 2 – 1   | Vriendschappelijk    | 3          | 0                                          | 0           |
| 31 augustus 2017 | Sankt Gallen, Zwitserland | Zwitserland – Andorra | 3 – 0   | WK 2018 kwalificatie | 3          | 0                                          | 0           |
| 27 maart 2018    | Chorzów, Polen            | Polen – Zuid-Korea    | 3 – 2   | Vriendschappelijk    | 2          | 0                                          | 0           |